# Tom Mason
Thomas Robert "Tom" Mason (29. april 1920 – 1. december 1980) var filmproducer og skuespiller. Tom Mason var oprindeligt kiropraktor,[kilde mangler] men bidrog som med-producer på to film instrueret af filminstruktøren Ed Woods' Final Curtain (1957) og Night of the Ghouls (1959). Mason medvirkede tillige som skuespiller i Night of the Gouls.
Han er dog bedst kendt som stand-in'en for den da nyligt afdøde Bela Lugosi i Ed Woods inferiøre film Plan 9 From Outer Space. Dr. Mason, der havde en diskutabel fysisk lighed med Lugosi, skjulte sit ansigt bag en kappe i hver eneste af sine scener.
Dr. Mason blev portrætteret af skuespiller Ned Bellamy i filmen Ed Wood fra 1994, der beskrev ham som "the late chiropractor."